# Stazione di Sydenham
La stazione di Sydenham ( in inglese britannico Sydenham railway station, in gaelico Suideanam) è una stazione ferroviaria che fornisce servizio a Ballymisert, contea di Down, Irlanda del Nord. Attualmente l'unica linea che vi passa è la Belfast-Bangor. La stazione fu aperta il 1º novembre 1851. Non è dotata di personale, e presenta accessi per disabili solo per il binario dei treni diretti a Belfast. L'altro è accessibile solo tramite una scala. La stazione è molto vicina all'aeroporto di Belfast-City.

## Treni
Da lunedì a sabato c'è un treno ogni mezzora verso Portadown, Newry o Belfast, con treni aggiuntivi nelle ore di punta. Durante la sera la frequenza scende a un treno all'ora in ognuna delle due direzioni. Di domenica c'è un treno per ogni direzione ogni ora. La domenica la frequenza di un treno all'ora è costante per tutto il corso della giornata.

## Servizi ferroviari
- Belfast-Bangor

## Servizi
- Biglietteria self-service
- Sottopassaggio
- Servizi igienici